# Universität Macerata

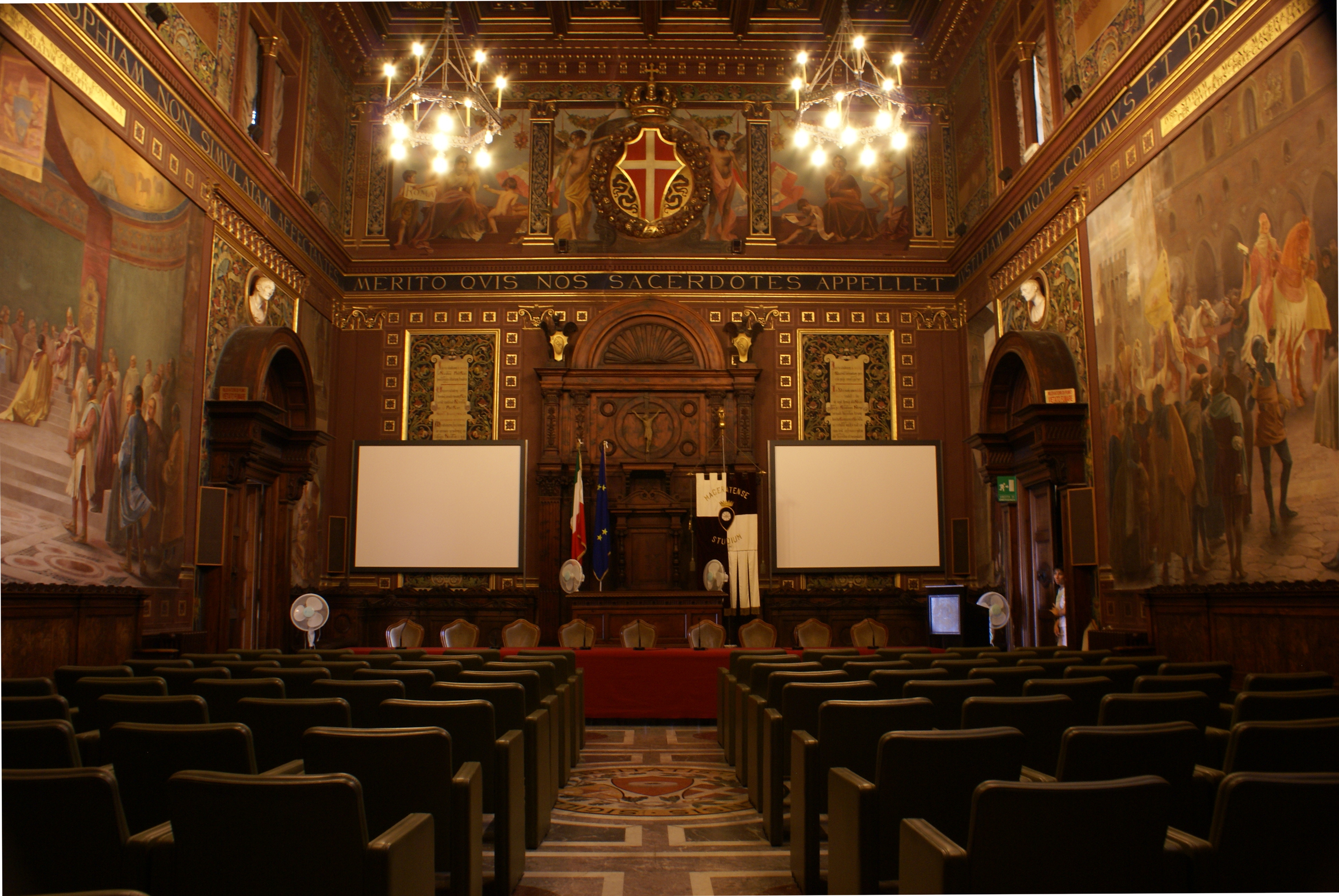
Der Festsaal der Universität

Die Universität Macerata (italienisch: Università degli Studi di Macerata; lat.: Universatis Maceratensis) ist eine staatliche Universität in den Marken – mit Sitz in der Stadt Macerata – und gehört zu den ältesten Universitäten in Italien.
Die Universität Macerata wurde am 1. Juli 1540 per päpstlicher Bulle durch Papst Paul III. mit den vier Fakultäten Rechtswissenschaften, Theologie, Medizin und Philosophie gegründet.

## Fakultäten
Die Universität Macerata gliedert sich heute in sechs Fakultäten sowie zahlreiche Abteilungen und Institute mit insgesamt knapp 100 Studienfächern:
- Fakultät für Betriebswirtschaft
- Fakultät für Kommunikationswissenschaft
- Fakultät für Literatur und Philosophie
- Fakultät für Pädagogik
- Fakultät für Politikwissenschaft
- Fakultät für Rechtswissenschaft

## Scuola Superiore
Zur Förderung besonders begabter Studenten gründete die Universität 2008 die Scuola di studi superiori “Giacomo Leopardi”.

## Persönlichkeiten

### Bedeutende Wissenschaftler
Eine Auswahl bedeutender Wissenschaftler und Wissenschaftlerinnen:
- Giorgio Agamben (* 1942), seit 1988 Professor für Ästhetik
- Giulio Battelli (1904–2005), 1970–1975 Professor für Paläografie und Diplomatik
- Anna Arfelli Galli (1933–2019), ab 1971 Professorin für Entwicklungspsychologie und Pädagogische Psychologie
- Giuseppe Galli (1933–2016), 1982–2009 ordentlicher Professor für Allgemeine Psychologie

### Alumni
Eine Auswahl an Absolventen und Absolventinnen:
- Felice Bezzi (1749–1828), italienischer römisch-katholischer Bischof von Pesaro
- Giovanni Giustino Ciampini (1633–1698), 1657 laureato in utroque iure, Geistlicher, Historiker und Christlicher Archäologe
- Maurizio Martina (* 1978), 2014–2018 Minister für Landwirtschafts-, Ernährungs- und Forstpolitik, seit dem 7. Juli 2018 Vorsitzender der Partito Democratico
- Ada Natali (1898–1990), Abgeordnete der ersten Legislaturperiode der Abgeordnetenkammer für die Kommunistischen Partei und war erster weiblicher Bürgermeister Italiens
- Gaspare Bernardo Pianetti (1780–1862), Kurienkardinal und 1826–1861 Bischof von Viterbo und Toscanella
- Moritz Thomann (1722–1805), deutscher Arzt und Jesuitenmissionar in Indien und Afrika
- Giuseppe Vallemani (1648–1725), Kurienkardinal